# A Divatalnokok epizódjainak listája
Ez a cikk a Divatalnokok című sorozat epizódjait tartalmazza.

## Évados áttekintés
| Évad | Évad | Epizódok | Eredeti sugárzás     | Eredeti sugárzás   | Eredeti adó |
| Évad | Évad | Epizódok | Évadpremier          | Évadfinálé         | Eredeti adó |
| ---- | ---- | -------- | -------------------- | ------------------ | ----------- |
|      | 1    | 6        | 1997. március 4.     | 1997. március 26.  | NBC         |
|      | 2    | 25       | 1997. szeptember 23. | 1998. május 12.    | NBC         |
|      | 3    | 25       | 1998. szeptember 22. | 1999. május 25.    | NBC         |
|      | 4    | 24       | 1999. szeptember 21. | 2000. május 16.    | NBC         |
|      | 5    | 22       | 2000. október 12.    | 2001. május 10.    | NBC         |
|      | 6    | 22       | 2001. szeptember 27. | 2002. május 2.     | NBC         |
|      | 7    | 24       | 2002. október 8.     | 2003. november 26. | NBC         |

## 1. évad (1997)
| Sor. | Év. | Cím                      | Rendező                  | Író                          | Premier           | Nézettség    |
| ---- | --- | ------------------------ | ------------------------ | ---------------------------- | ----------------- | ------------ |
| 1.   | 1.  | Back Issues              | Philip Charles MacKenzie | Steven Levitan               | 1997. március 4.  | 13,91 millió |
| 2.   | 2.  | The Devil and Maya Gallo | Philip Charles MacKenzie | Marsh McCall                 | 1997. március 5.  | 11,11 millió |
| 3.   | 3.  | Secretary's Day          | Leonard R. Garner Jr.    | Tom Martin                   | 1997. március 12. | 10,53 millió |
| 4.   | 4.  | Nina's Birthday          | Leonard R. Garner Jr.    | Stephen Engel                | 1997. március 19. | 11,60 millió |
| 5.   | 5.  | In Your Dreams           | Jeff Melman              | Steven Levitan               | 1997. március 25. | 12,10 millió |
| 6.   | 6.  | Lemon Wacky Hello        | Philip Charles MacKenzie | Andrew Gordon és Eileen Conn | 1997. március 26. | 11,22 millió |

## 2. évad (1997-1998)
| Sor. | Év. | Cím                    | Rendező               | Író                                                      | Premier              | Nézettség    |
| ---- | --- | ---------------------- | --------------------- | -------------------------------------------------------- | -------------------- | ------------ |
| 7.   | 1.  | The Experiment         | Leonard R. Garner Jr. | Sivert Glarum és Michael Jamin                           | 1997. szeptember 23. | 17,35 millió |
| 8.   | 2.  | The Assistant          | Leonard R. Garner Jr. | Andrew Gordon és Eileen Conn                             | 1997. szeptember 30. | 17,59 millió |
| 9.   | 3.  | Old Boyfriends         | Lee Shallat Chemel    | Steven Levitan                                           | 1997. október 28.    | 17,21 millió |
| 10.  | 4.  | La Cage                | Lee Shallat Chemel    | Jack Burditt                                             | 1997. november 4.    | 17,03 millió |
| 11.  | 5.  | King Lear Jet          | Lee Shallat Chemel    | Danny Zuker                                              | 1997. november 11.   | 14,27 millió |
| 12.  | 6.  | My Dinner with Woody   | John Fortenberry      | Steven Levitan                                           | 1997. november 18.   | 13,25 millió |
| 13.  | 7.  | Twice Burned           | John Fortenberry      | Pam Brady                                                | 1997. november 25.   | 14,53 millió |
| 14.  | 8.  | Sweet Charity          | Leonard R. Garner Jr. | Marsh McCall                                             | 1997. december 9.    | 13,06 millió |
| 15.  | 9.  | Jesus, It's Christmas  | John Fortenberry      | Sivert Glarum és Michael Jamin                           | 1997. december 16.   | 17,01 millió |
| 16.  | 10. | Elliott the Geek       | Pamela Fryman         | Marsh McCall                                             | 1998. január 6.      | 15,30 millió |
| 17.  | 11. | Sewer!                 | Ken Levine            | Andrew Gordon és Eileen Conn                             | 1998. január 13.     | 16,71 millió |
| 18.  | 12. | In the Company of Maya | Gail Mancuso          | Pam Brady                                                | 1998. január 20.     | 15,22 millió |
| 19.  | 13. | Pass the Salt          | Leonard R. Garner Jr. | Jack Burditt                                             | 1998. január 29.     | 24,65 millió |
| 20.  | 14. | The Walk               | Darryl Bates          | Andrew Gordon és Eileen Conn                             | 1998. február 3.     | 16,35 millió |
| 21.  | 15. | Nina in the Cantina    | Pamela Fryman         | Sivert Glarum és Michael Jamin                           | 1998. február 24.    | 15,61 millió |
| 22.  | 16. | College or Collagen    | Pamela Fryman         | Marsh McCall                                             | 1998. február 26.    | 21,82 millió |
| 23.  | 17. | Nina's Bikini          | Pamela Fryman         | Sivert Glarum és Michael Jamin                           | 1998. március 3.     | 15,51 millió |
| 24.  | 18. | The Kiss               | Darryl Bates          | Tom Maxwell és Don Woodard                               | 1998. március 19.    | 22,91 millió |
| 25.  | 19. | Bravefinch             | Leonard R. Garner Jr. | Andrew Gordon és Eileen Conn                             | 1998. március 26.    | 22,04 millió |
| 26.  | 20. | Jack's Old Partner     | Leonard R. Garner Jr. | Marsh McCall                                             | 1998. április 9.     | 20,03 millió |
| 27.  | 21. | Amblushed              | Pamela Fryman         | Pam Brady                                                | 1998. április 16.    | 21,09 millió |
| 28.  | 22. | The Emperor            | Jean Sagal            | Don Woodard, Tom Maxwell, Sivert Glarum és Michael Jamin | 1998. április 23.    | 21,62 millió |
| 29.  | 23. | Rescue Me              | Steven Levitan        | Steven Levitan                                           | 1998. április 30.    | 22,77 millió |
| 30.  | 24. | Eve of Destruction     | Pamela Fryman         | Jack Burditt és Pam Brady                                | 1998. május 5.       | 14,64 millió |
| 31.  | 25. | War and Sleaze         | Leonard R. Garner Jr. | Marsh McCall                                             | 1998. május 12.      | 14,29 millió |

## 3. évad (1998-1999)
| Sor. | Év. | Cím                           | Rendező               | Író                                             | Premier              | Nézettség    |
| ---- | --- | ----------------------------- | --------------------- | ----------------------------------------------- | -------------------- | ------------ |
| 32.  | 1.  | What the Teddy Bear Saw       | Leonard R. Garner Jr. | Andrew Gordon és Eileen Conn                    | 1998. szeptember 22. | 15,29 millió |
| 33.  | 2.  | Steamed                       | Leonard R. Garner Jr. | Marsh McCall                                    | 1998. szeptember 29. | 13,03 millió |
| 34.  | 3.  | The Mask                      | Pamela Fryman         | Don Woodard és Tom Maxwell                      | 1998. október 27.    | 12,23 millió |
| 35.  | 4.  | Funny Girl                    | Leonard R. Garner Jr. | Danny Zuker                                     | 1998. november 3.    | 11,85 millió |
| 36.  | 5.  | Two Girls for Every Boy       | Pamela Fryman         | Moses Port és David Guarascio                   | 1998. november 10.   | 14,55 millió |
| 37.  | 6.  | The Withholder                | Leonard R. Garner Jr. | Sivert Glarum és Michael Jamin                  | 1998. november 17.   | 13,31 millió |
| 38.  | 7.  | Puppetmaster                  | Pamela Fryman         | Pam Brady                                       | 1998. november 17.   | 12,34 millió |
| 39.  | 8.  | The List                      | Leonard R. Garner Jr. | Marsh McCall                                    | 1998. november 24.   | 13,30 millió |
| 40.  | 9.  | How Nina Got Her Groove Back  | Leonard R. Garner Jr. | Sivert Glarum és Michael Jamin                  | 1998. december 8.    | 11,66 millió |
| 41.  | 10. | How the Finch Stole Christmas | Jean Sagal            | Stephen Engel                                   | 1998. december 15.   | 13,55 millió |
| 42.  | 11. | Slow Donnie                   | Steven Levitan        | Steven Levitan                                  | 1999. január 5.      | 14,55 millió |
| 43.  | 12. | A Spy in the House of Me      | Craig Zisk            | Andrew Gordon és Eileen Conn                    | 1999. január 12.     | 14,56 millió |
| 44.  | 13. | Lies & Dolls                  | Craig Zisk            | Sivert Glarum és Michael Jamin                  | 1999. február 2.     | 13,97 millió |
| 45.  | 14. | Nina Sees Red: Part 1         | Pamela Fryman         | Jack Burditt                                    | 1999. február 9.     | 12,42 millió |
| 46.  | 15. | Nina Sees Red: Part 2         | Pamela Fryman         | Jack Burditt                                    | 1999. február 16.    | 13,45 millió |
| 47.  | 16. | Hostess to Murder             | Pamela Fryman         | Pam Brady                                       | 1999. február 23.    | 13,25 millió |
| 48.  | 17. | Toy Story                     | Pamela Fryman         | Danny Zuker                                     | 1999. március 2.     | 12,02 millió |
| 49.  | 18. | Miss Pretty                   | Pamela Fryman         | Történet: David Spancer Tévéjáték: Michael Gara | 1999. március 23.    | 13,90 millió |
| 50.  | 19. | Maya's Nude Photos            | Pamela Fryman         | Moses Port és David Guarascio                   | 1999. április 6.     | 13,58 millió |
| 51.  | 20. | And the Femmy Goes To...      | Pamela Fryman         | Marc Abrams és Michael Benson                   | 1999. május 4.       | 8,57 millió  |
| 52.  | 21. | Softball                      | Pamela Fryman         | Jack Burditt                                    | 1999. május 4.       | 11,91 millió |
| 53.  | 22. | Shaking Private Trainer       | Pamela Fryman         | Pam Brady                                       | 1999. május 11.      | 11,66 millió |
| 54.  | 23. | Nina's Choice                 | Pamela Fryman         | Moses Port és David Guarascio                   | 1999. május 18.      | 11,35 millió |
| 55.  | 24. | The Odd Couple Part 1         | Steven Levitan        | Don Woodard és Tom Maxwell                      | 1999. május 25.      | 11,78 millió |
| 56.  | 25. | The Odd Couple Part 2         | Steven Levitan        | Marsh McCall                                    | 1999. május 25.      | 11,78 millió |

## 4. évad (1999-2000)
| Sor. | Év. | Cím                             | Rendező               | Író                                                                                          | Premier              | Nézettség    |
| ---- | --- | ------------------------------- | --------------------- | -------------------------------------------------------------------------------------------- | -------------------- | ------------ |
| 57.  | 1.  | A Divorce to Remember           | Pamela Fryman         | Marsh McCall                                                                                 | 1999. szeptember 21. | 12,60 millió |
| 58.  | 2.  | When Nina Met Elliott           | Pamela Fryman         | Moses Port és David Guarascio                                                                | 1999. szeptember 28. | 11,41 millió |
| 59.  | 3.  | Blackmail Photographer          | Peter Bonerz          | Kell Cahoon és Tom Saunders                                                                  | 1999. november 2.    | 12,13 millió |
| 60.  | 4.  | Finch Gets Dick                 | Pamela Fryman         | Sivert Glarum és Michael Jamin                                                               | 1999. november 9.    | 11,33 millió |
| 61.  | 5.  | Jack Vents                      | Matthew Diamond       | Pam Brady                                                                                    | 1999. november 9.    | 11,87 millió |
| 62.  | 6.  | Hello Goodbye                   | Matthew Diamond       | Történet: Steven Levitan Tévéjáték: Jack Burditt és Mike Reynolds                            | 1999. november 16.   | 9,61 millió  |
| 63.  | 7.  | An Axe to Grind                 | Pamela Fryman         | Brian Reich                                                                                  | 1999. november 23.   | 8,97 millió  |
| 64.  | 8.  | First Date                      | Pamela Fryman         | Susan Dickes                                                                                 | 1999. november 25.   | 15,45 millió |
| 65.  | 9.  | Love is in the Air              | Pamela Fryman         | Kell Cahoon és Tom Saunders                                                                  | 1999. november 30.   | 9,13 millió  |
| 66.  | 10. | Jack Gets Tough                 | Leonard R. Garner Jr. | Howard Gewirtz                                                                               | 1999. december 14.   | 9,61 millió  |
| 67.  | 11. | Prescription for Love           | Leonard R. Garner Jr. | Jeff Lowell                                                                                  | 2000. január 11.     | 9,65 millió  |
| 68.  | 12. | When Nina Met Elliott's Mother  | Jean Sagal            | Moses Port és David Guarascio                                                                | 2000. január 25.     | 9,05 millió  |
| 69.  | 13. | Dial 'N' for Murder             | Pamela Fryman         | Sivert Glarum és Michael Jamin                                                               | 2000. február 8.     | 8,98 millió  |
| 70.  | 14. | Paradise by the Dashboard Light | Pamela Fryman         | Susan Dickes                                                                                 | 2000. február 15.    | 8,19 millió  |
| 71.  | 15. | Tea & Secrecy                   | Pamela Fryman         | Brian Reich                                                                                  | 2000. február 15.    | 8,19 millió  |
| 72.  | 16. | The Pirate of Love              | Pamela Fryman         | David Nichols                                                                                | 2000. február 22.    | 13,01 millió |
| 73.  | 17. | With Thee I Swing               | Jean Sagal            | Michael Gara                                                                                 | 2000. február 29.    | 13,55 millió |
| 74.  | 18. | Blackjack                       | Pamela Fryman         | Sivert Glarum és Michael Jamin                                                               | 2000. március 28.    | 12,59 millió |
| 75.  | 19. | Blinded by the Right            | Pamela Fryman         | Kell Cahoon és Tom Saunders                                                                  | 2000. április 4.     | 12,42 millió |
| 76.  | 20. | Hot Nights in Paris             | Pamela Fryman         | Moses Port és David Guarascio                                                                | 2000. április 18.    | 12,42 millió |
| 77.  | 21. | When Nina Met Her Parents       | Pamela Fryman         | Howard Gewirtz                                                                               | 2000. április 27.    | 17,90 millió |
| 78.  | 22. | Finch on Ice                    | Dana De Vally Piazza  | Susan Dickes és Brian Reich                                                                  | 2000. május 2.       | 12,49 millió |
| 79.  | 23. | A&E Biography: Nina Van Horn    | Pamela Fryman         | Pam Brady                                                                                    | 2000. május 9.       | 10,79 millió |
| 80.  | 24. | Fast Times at Finchmont High    | Steven Levitan        | Történet: Kell Cahoon és Tom Saunders Tévéjáték: Moses Port, David Guarascio és Robert Cohen | 2000. május 16.      | 14,01 millió |

## 5. évad (2000-2001)
| Sor. | Év. | Cím                               | Rendező              | Író                                                                                       | Premier            | Nézettség    |
| ---- | --- | --------------------------------- | -------------------- | ----------------------------------------------------------------------------------------- | ------------------ | ------------ |
| 81.  | 1.  | Hit the Road, Jack                | Pamela Fryman        | Brian Reich                                                                               | 2000. október 12.  | 20,37 millió |
| 82.  | 2.  | A Night at the Plaza              | Dana De Vally Piazza | Gabe Sachs és Jeff Judah                                                                  | 2000. október 19.  | 16,49 millió |
| 83.  | 3.  | Mum's the Word                    | Peter Bonerz         | Maria A. Brown                                                                            | 2000. október 26.  | 15,81 millió |
| 84.  | 4.  | Donnie Returns                    | Pamela Fryman        | Marsh McCall, Tom Maxwell és Don Woodard                                                  | 2000. november 2.  | 18,04 millió |
| 85.  | 5.  | Choosing to be Super              | Pamela Fryman        | Moses Port és David Guarascio                                                             | 2000. november 9.  | 16,48 millió |
| 86.  | 6.  | Brandi, You're a Fine Girl        | Pamela Fryman        | Történet: Brian Reich és Maria A. Brown Tévéjáték: Susan Dickes és David Hemingson        | 2000. november 16. | 20,20 millió |
| 87.  | 7.  | The First Thanksgiving            | Pamela Fryman        | Howard Gewirtz                                                                            | 2000. november 23. | 14,65 millió |
| 88.  | 8.  | Slamming Jack                     | Pamela Fryman        | Susan Dickes                                                                              | 2000. december 7.  | 19,48 millió |
| 89.  | 9.  | Dog Day Afternoon                 | Dana De Vally Piazza | David Hemingson                                                                           | 2000. december 14. | 19,19 millió |
| 90.  | 10. | Finch and the Fighter             | Peter Bonerz         | Brian Reich                                                                               | 2001. január 4.    | 19,46 millió |
| 91.  | 11. | The Gift Piggy                    | Peter Bonerz         | Gabe Sachs és Jeff Judah                                                                  | 2001. január 11.   | 18,01 millió |
| 92.  | 12. | The Proposal: Part 1              | Pamela Fryman        | Maria A. Brown                                                                            | 2001. január 25.   | 14,84 millió |
| 93.  | 13. | The Proposal: Part 2              | Pamela Fryman        | Moses Port és David Guarascio                                                             | 2001. február 1.   | 17,22 millió |
| 94.  | 14. | The Auction                       | Pamela Fryman        | Ross McCall és Aaron Peters                                                               | 2001. február 8.   | 17,74 millió |
| 95.  | 15. | Maya's and Tigers and Dean, Oh My | Pamela Fryman        | Történet: Ross McCall és Aaron Peters Tévéjáték: Maria A. Brown, Gabe Sachs és Jeff Judah | 2001. február 15.  | 16,06 millió |
| 96.  | 16. | Sid & Nina                        | Pamela Fryman        | Brian Reich                                                                               | 2001. február 22.  | 16,67 millió |
| 97.  | 17. | Where's Poppa?                    | Pamela Fryman        | Susan Dickes és David Hemingson                                                           | 2001. március 15.  | 14,73 millió |
| 98.  | 18. | Erlene and Boo                    | Kevin C. Slattery    | David Hemingson és Brian Reich                                                            | 2001. március 29.  | 14,85 millió |
| 99.  | 19. | Fanny Finch                       | Pamela Fryman        | Történet: Moses Port és David Guarascio Tévéjáték: Susan Dickes és David Hemingson        | 2001. április 19.  | 13,28 millió |
| 100. | 20. | Sugar Momma                       | Richard Boden        | Moses Port és David Guarascio                                                             | 2001. április 26.  | 14,92 millió |
| 101. | 21. | Maya Stops Thinking               | Gerren Keith         | Susan Dickes, Moses Port és David Guarascio                                               | 2001. május 3.     | 12,23 millió |
| 102. | 22. | At Long Last Allie                | Pamela Fryman        | Marsh McCall, Tom Maxwell és Don Woodard                                                  | 2001. május 10.    | 12,92 millió |

## 6. évad (2001-2002)
| Sor. | Év. | Cím                            | Rendező       | Író                                                              | Premier              | Nézettség    |
| ---- | --- | ------------------------------ | ------------- | ---------------------------------------------------------------- | -------------------- | ------------ |
| 103. | 1.  | Finch in the Dogg House        | Pamela Fryman | Brian Reich                                                      | 2001. szeptember 27. | 18,60 millió |
| 104. | 2.  | The Two Faces of Finch: Part 1 | Pamela Fryman | David Hemingson                                                  | 2001. október 11.    | 18,33 millió |
| 105. | 3.  | The Two Faces of Finch: Part 2 | Pamela Fryman | David Walpert                                                    | 2001. október 18.    | 13,86 millió |
| 106. | 4.  | Bye Bye Binnie                 | Pamela Fryman | Maria A. Brown                                                   | 2001. október 25.    | 14,32 millió |
| 107. | 5.  | Maya Judging Amy               | Pamela Fryman | Donick Cary                                                      | 2001. november 1.    | 15,99 millió |
| 108. | 6.  | Finch Chasing Amy              | Pamela Fryman | Allison Adler                                                    | 2001. november 8.    | 16,11 millió |
| 109. | 7.  | The Impossible Dream           | Pamela Fryman | Joe Port és Joe Wiseman                                          | 2001. november 15.   | 14,26 millió |
| 110. | 8.  | The Haves and the Have-Mores   | Pamela Fryman | David Finkel és Brett Baer                                       | 2001. december 6.    | 13,27 millió |
| 111. | 9.  | Christmas? Christmas!          | Pamela Fryman | David Finkel és Brett Baer                                       | 2001. december 13.   | 17,79 millió |
| 112. | 10. | Nina Van Mom                   | Pamela Fryman | Történet: Joe Port és Joe Wiseman Tévéjáték: Brian Reich         | 2002. január 10.     | 16,70 millió |
| 113. | 11. | Nina Van Grandma               | Pamela Fryman | David Walpert                                                    | 2002. január 17.     | 15,52 millió |
| 114. | 12. | Liotta? Liotta!                | Pamela Fryman | Allison Adler                                                    | 2002. január 31.     | 16,65 millió |
| 115. | 13. | About a Boy                    | Pamela Fryman | David Hemingson                                                  | 2002. február 7.     | 18,93 millió |
| 116. | 14. | Friends and Neighbors          | Pamela Fryman | David Hemingson és Maria A. Brown                                | 2002. február 28.    | 15,42 millió |
| 117. | 15. | Blind Ambition                 | Pamela Fryman | Donick Cary                                                      | 2002. március 7.     | 15,45 millió |
| 118. | 16. | A Beautiful Mind               | Pamela Fryman | Allison Adler                                                    | 2002. március 25.    | 9,60 millió  |
| 119. | 17. | Educating Finch                | Pamela Fryman | Jessica Kaminsky                                                 | 2002. március 28.    | 13,58 millió |
| 120. | 18. | The Book of Jack               | Pamela Fryman | Történet: Hillel Abrams Tévéjáték: Taylor Hamra                  | 2002. április 4.     | 14,71 millió |
| 121. | 19. | Blush Gets Some Therapy        | Pamela Fryman | Brian Reich                                                      | 2002. április 11.    | 14,29 millió |
| 122. | 20. | The Burning House              | Pamela Fryman | Donick Cary és David Walpert                                     | 2002. április 18.    | 11,51 millió |
| 123. | 21. | The Bad Grandma                | Pamela Fryman | Joe Port és Joe Wiseman                                          | 2002. április 25.    | 13,08 millió |
| 124. | 22. | The Boys in the Band           | Pamela Fryman | Történet: Erica Rothschild Tévéjáték: David Finkel és Brett Baer | 2002. május 2.       | 14,12 millió |

## 7. évad (2002-2003)
| Sor. | Év. | Cím                                 | Rendező       | Író                                      | Premier             | Nézettség   |
| ---- | --- | ----------------------------------- | ------------- | ---------------------------------------- | ------------------- | ----------- |
| 125. | 1.  | Guess Who's Coming to Blush         | Pamela Fryman | Jon Pollack, Judd Pillot és John Peaslee | 2002. október 8.    | 6,62 millió |
| 126. | 2.  | Mr. Jealousy                        | Pamela Fryman | David Hemingson                          | 2002. október 15.   | 7,96 millió |
| 127. | 3.  | Nina and the Rocker                 | Pamela Fryman | David Walpert                            | 2002. október 22.   | 7,17 millió |
| 128. | 4.  | Halloween? Halloween!               | Pamela Fryman | David Finkel és Brett Baer               | 2002. október 29.   | 6,60 millió |
| 129. | 5.  | Da Sister Who Loved DiMauro         | Pamela Fryman | Mike Lisbe és Nate Reger                 | 2002. november 12.  | 6,82 millió |
| 130. | 6.  | That Burning Passion                | Pamela Fryman | Stephen Lloyd                            | 2002. november 19.  | 6,69 millió |
| 131. | 7.  | The Write Stuff                     | Pamela Fryman | Paul A. Kaplan és Mark Torgove           | 2002. december 3.   | 6,51 millió |
| 132. | 8.  | It's Raining Babies                 | Pamela Fryman | Brett Baer és David Finkel               | 2003. január 7.     | 6,19 millió |
| 133. | 9.  | Watch Your Backdraft                | Pamela Fryman | Vivien Mejia                             | 2003. január 14.    | 6,32 millió |
| 134. | 10. | Pictures Of Lily                    | Pamela Fryman | Mark Torgove és Paul A. Kaplan           | 2003. április 22.   | 4,68 millió |
| 135. | 11. | The Comedy Stylings Of Rivers & Red | Pamela Fryman | David Finkel és Brett Baer               | 2003. április 22.   | 4,87 millió |
| 136. | 12. | The Talented Mr. Finch              | Pamela Fryman | Nate Reger és Mike Lisbe                 | 2003. július 12.    | 2,51 millió |
| 137. | 13. | There's Something About Allison     | Pamela Fryman | Ellen Byron és Lissa Kapstrom            | 2003. július 12.    | 2,61 millió |
| 138. | 14. | Rivals In Romance                   | Pamela Fryman | David Hemingson                          | 2003. július 19.    | 2,39 millió |
| 139. | 15. | A Simple Kiss Of Fate               | Pamela Fryman | Hillel Abrams                            | 2003. július 19.    | 2,62 millió |
| 140. | 16. | Donnie Redeemed                     | Pamela Fryman | David Hemingson                          | 2003. augusztus 2.  | 2,15 millió |
| 141. | 17. | My Fair Finchy                      | Pamela Fryman | David Walpert                            | 2003. augusztus 2.  | 2,20 millió |
| 142. | 18. | Son Of A Preacher Man               | Pamela Fryman | Paul A. Kaplan és Mark Torgove           | 2003. augusztus 9.  | 2,18 millió |
| 143. | 19. | The Last Temptation Of Elliott      | Pamela Fryman | Aaron Korsh                              | 2003. augusztus 9.  | 2,20 millió |
| 144. | 20. | For The Last Time, I Do             | Pamela Fryman | Jon Pollack, Judd Pillot és John Peaslee | 2003. augusztus 16. | 2,40 millió |
| 145. | 21. | Future Issues                       | Pamela Fryman | Steven Levitan                           | 2003. augusztus 16. | 2,80 millió |
| 146. | 22. | Evaluate This!                      | Pamela Fryman | Ellen Byron és Lissa Kapstrom            | 2003. november 24.  | N/A         |
| 147. | 23. | The Goodbye Girl                    | Pamela Fryman | David Walpert                            | 2003. november 25.  | N/A         |
| 148. | 24. | Strange Bedfellows                  | Pamela Fryman | Stephen Lloyd                            | 2003. november 26.  | N/A         |